# Elliphant
Elliphant, pseudonimo di Ellinor Miranda Salome Olovsdotter (Stoccolma, 8 ottobre 1985), è una cantante e cantautrice svedese.
In seguito al suo primo lavoro, l'EP Elliphant, firma un contratto con la Universal: esce A Good Idea (2013). Successivamente, Elliphant pubblica un EP (ottobre 2014) e un album in studio entrambi intitolati One More (dicembre 2014). Il terzo album in studio della cantante svedese è Living Life Golden, che nel 2016 entra nella classifica svedese debuttando al cinquantesimo posto.

## Discografia
Album in studio
- 2013 - A Good Idea
- 2016 - Living Life Golden
- 2021 - Rocking Horse
- 2024 - Troll

EP
- 2012 - Elliphant
- 2014 - Look Like You Love It
- 2014 - One More